# Futebol Clube do Porto 2021-2022
Questa pagina raccoglie i dati riguardanti il Futebol Clube do Porto nelle competizioni ufficiali della stagione 2021-2022.

## Maglie e sponsor
| Casa | Trasferta | Terza Divisa |

## Rosa
In corsivo i calciatori ceduti durante la stagione 
| N. |                         | Ruolo | Calciatore          |
| -- | ----------------------- | ----- | ------------------- |
| 1  | Argentina (bandiera)    | P     | Agustín Marchesín   |
| 2  | Portogallo (bandiera)   | D     | Fábio Cardoso       |
| 3  | Portogallo (bandiera)   | D     | Pepe (capitano)     |
| 5  | Spagna (bandiera)       | D     | Iván Marcano        |
| 7  | Colombia (bandiera)     | A     | Luis Díaz           |
| 8  | Colombia (bandiera)     | C     | Mateus Uribe        |
| 9  | Iran (bandiera)         | A     | Mehdi Taremi        |
| 10 | Portogallo (bandiera)   | A     | Francisco Conceição |
| 11 | Brasile (bandiera)      | A     | Pepê                |
| 12 | Nigeria (bandiera)      | D     | Zaidu Sanusi        |
| 13 | Portogallo (bandiera)   | A     | Galeno              |
| 14 | Portogallo (bandiera)   | P     | Cláudio Ramos       |
| 16 | Serbia (bandiera)       | C     | Marko Grujić        |
| 17 | Messico (bandiera)      | A     | Jesús Corona        |
| 18 | Portogallo (bandiera)   | D     | Wilson Manafá       |
| 19 | RD del Congo (bandiera) | D     | Chancel Mbemba      |
| 20 | Portogallo (bandiera)   | C     | Vitinha             |
| 22 | Brasile (bandiera)      | D     | Wendell             |
| 23 | Portogallo (bandiera)   | C     | João Mário          |

| N. |                          | Ruolo | Calciatore        |
| -- | ------------------------ | ----- | ----------------- |
| 25 | Brasile (bandiera)       | C     | Otávio            |
| 27 | Portogallo (bandiera)    | C     | Sérgio Oliveira   |
| 28 | Portogallo (bandiera)    | C     | Bruno Costa       |
| 29 | Spagna (bandiera)        | A     | Toni Martínez     |
| 30 | Brasile (bandiera)       | A     | Evanilson         |
| 31 | Guinea-Bissau (bandiera) | D     | Nanu              |
| 35 | Portogallo (bandiera)    | D     | Rúben Semedo      |
| 38 | Brasile (bandiera)       | A     | Fernando Andrade  |
| 42 | Inghilterra (bandiera)   | A     | Danny Namaso      |
| 43 | Brasile (bandiera)       | D     | João Marcelo      |
| 44 | Portogallo (bandiera)    | D     | Romain Correia    |
| 46 | Canada (bandiera)        | C     | Stephen Eustáquio |
| 50 | Portogallo (bandiera)    | C     | Fábio Vieira      |
| 55 | Portogallo (bandiera)    | D     | João Mendes       |
| 70 | Portogallo (bandiera)    | A     | Gonçalo Borges    |
| 71 | Portogallo (bandiera)    | P     | Francisco Meixedo |
| 87 | Portogallo (bandiera)    | C     | Bernardo Folha    |
| 97 | Portogallo (bandiera)    | D     | Zé Pedro          |
| 99 | Portogallo (bandiera)    | P     | Diogo Costa       |

## Calciomercato

### Sessione estiva
| Acquisti         | Acquisti         | Acquisti            | Acquisti                    |
| R.               | Nome             | da                  | Modalità                    |
| ---------------- | ---------------- | ------------------- | --------------------------- |
| D                | Pepê             | Grêmio              | definitivo (15,4 milioni €) |
| D                | Wendell          | Bayer Leverkusen    | definitivo (4,3 milioni €)  |
| D                | Bruno Costa      | Portimonense        | definitivo (2,5 milioni €)  |
| D                | Fábio Cardoso    | Santa Clara         | definitivo (2,2 milioni €)  |
| C                | Marko Grujić     | Liverpool           | prestito (1 milioni €)      |
| Altre operazioni |                  |                     |                             |
| R.               | Nome             | da                  | Modalità                    |
| C                | Danilo Pereira   | Paris Saint-Germain | fine prestito               |
| P                | Vitinha          | Wolverhampton       | fine prestito               |
| D                | Tomás Esteves    | Reading             | fine prestito               |
| D                | Chidozie Awaziem | Boavista            | fine prestito               |
| C                | Shoya Nakajima   | Al-Ain              | fine prestito               |
| A                | Fernando Andrade | Çaykur Rizespor     | fine prestito               |
| D                | Ewerton          | Portimonense        | fine prestito               |

| Cessioni         | Cessioni         | Cessioni            | Cessioni                  |
| R.               | Nome             | a                   | Modalità                  |
| ---------------- | ---------------- | ------------------- | ------------------------- |
| C                | Danilo Pereira   | Paris Saint-Germain | definitivo (16 milioni €) |
| D                | Chidozie Awaziem | Boavista            | definitivo (5 milioni €)  |
| A                | Fernando Andrade | Al-Fayha            | prestito (250 mila €)     |
| A                | Moussa Marega    | Al-Hilal            | gratuito                  |
| D                | Renzo Saravia    | Botafogo            | gratuito                  |
| D                | Diogo Leite      | Braga               | prestito (500 mila €)     |
| D                | Ewerton          | Portimonense        | gratuito                  |
| D                | Romário Baró     | Estoril Praia       | prestito                  |
| C                | Shoya Nakajima   | Portimonense        | prestito                  |
| C                | Mamadou Loum     | Alavés              | prestito                  |
| D                | Carraça          | Belenenses          | prestito                  |
| Altre operazioni |                  |                     |                           |
| R.               | Nome             | da                  | Modalità                  |
| C                | Marko Grujić     | Liverpool           | fine prestito             |
| A                | Felipe Anderson  | West Ham Utd        | fine prestito             |
| D                | Malang Sarr      | Chelsea             | fine prestito             |

#### Sessione invernale
| Acquisti | Acquisti          | Acquisti       | Acquisti                 |
| R.       | Nome              | da             | Modalità                 |
| -------- | ----------------- | -------------- | ------------------------ |
| A        | Galeno            | Braga          | definitivo (9 milioni €) |
| C        | Stephen Eustáquio | Paços Ferreira | prestito (500 mila €)    |
| D        | Rúben Semedo      | Olympiacos     | prestito (500 mila €)    |

| Cessioni | Cessioni        | Cessioni  | Cessioni                  |
| R.       | Nome            | a         | Modalità                  |
| -------- | --------------- | --------- | ------------------------- |
| A        | Luis Díaz       | Liverpool | definitivo (47 milioni €) |
| A        | Jesús Corona    | Siviglia  | definitivo (3 milioni €)  |
| C        | Sérgio Oliveira | Roma      | prestito (1 milione €)    |
| A        | Nanu            | FC Dallas | prestito                  |

## Risultati

### Primeira Liga

#### Girone di andata
| Arbitro: | Correia |

|                               |           |  |
| T. Martínez 19’ Luis Díaz 65’ | Marcatori |  |

| Arbitro: | Nuno Almeida |

|              |           |                      |
| Riccieli 55’ | Marcatori | 13’, 43’ T. Martínez |

| Arbitro: | Pinheiro |

|             |           |               |
| Xadas 45+4’ | Marcatori | 35’ Luis Díaz |

| Arbitro: | Malheiro |

|                                     |           |  |
| Uribe 24’ Taremi 34’ I. Marcano 63’ | Marcatori |  |

| Arbitro: | Nuno Almeida |

|                 |           |               |
| Nuno Santos 16’ | Marcatori | 71’ Luis Díaz |

| Arbitro: | Nobre |

|                                             |           |  |
| Taremi 33’, 71’ Luis Díaz 51’, 65’ Pepê 78’ | Marcatori |  |

| Arbitro: | Soares Dias |

|          |           |                           |
| Lino 24’ | Marcatori | 9’ Taremi 89’ S. Oliveira |

| Arbitro: | Mota |

|                           |           |                 |
| Luis Díaz 44’ Wendell 52’ | Marcatori | 19’ Nuno Santos |

| Arbitro: | Veríssimo |

|            |           |                      |
| Borges 44’ | Marcatori | 19’, 43’, 79’ Taremi |

| Arbitro: | Tiago Martins |

|                                               |           |             |
| Luis Díaz 21’ Evanilson 41’, 47’ Namaso 90+6’ | Marcatori | 30’ Hamache |

| Arbitro: | Rui Costa |

|  |           |                                    |
|  | Marcatori | 42’ S. Oliveira 46’, 77’ Luis Díaz |

| Arbitro: | Godinho |

|                             |           |                       |
| Luis Díaz 39’ Evanilson 60’ | Marcatori | 36’ (rig.) M. Edwards |

| Arbitro: | M. Oliveira |

|  |           |                                              |
|  | Marcatori | 45+3’ (aut.) Pedro Sá 70’ Vitinha 75’ Otávio |

| Arbitro: | Nobre |

|               |           |  |
| Luis Díaz 22’ | Marcatori |  |

| Arbitro: | Malheiro |

|  |           |                                                    |
|  | Marcatori | 14’ Luis Díaz 19’ Otávio 47’ Zaidu 64’ (aut.) Samu |

| Arbitro: | Hugo Miguel (Lisbona) |

|                                   |           |               |
| F. Vieira 34’ Pepê 37’ Taremi 69’ | Marcatori | 46’ Yaremchuk |

| Arbitro: | Nobre |

|                             |           |                                                    |
| Arthur Gomes 38’ Franco 42’ | Marcatori | 14’ Luis Díaz 19’ Otávio 47’ Zaidu 64’ (aut.) Samu |

#### Girone di ritorno
| Arbitro: | Mota |

|            |           |                                    |
| Camará 13’ | Marcatori | 36’, 58’, 84’ Evanilson 61’ Taremi |

| Arbitro: | Hugo Miguel (Lisbona) |

|                                            |           |                |
| Otávio 25’ Luis Díaz 37’ Taremi 78’ (rig.) | Marcatori | 90+1’ Riccieli |

| Arbitro: | Melo |

|                        |           |                 |
| Evanilson 19’ Pepe 49’ | Marcatori | 53’ Edgar Costa |

| Arbitro: | Malheiro |

|  |           |                        |
|  | Marcatori | 54’ Vitinha 57’ Mbemba |

| Arbitro: | Melo |

|                          |           |                             |
| F. Vieira 38’ Taremi 78’ | Marcatori | 8’ Paulinho 34’ Nuno Santos |

| Arbitro: | Godinho |

|  |           |               |
|  | Marcatori | 40’ Evanilson |

| Arbitro: | Mota |

|               |           |                |
| Evanilson 66’ | Marcatori | 62’ F. Navarro |

| Arbitro: | Pinheiro |

|                        |           |                                        |
| Delgado 31’ Gaitán 66’ | Marcatori | 17’ Pepe 38’, 53’ Evanilson 59’ Taremi |

| Arbitro: | Mota |

|                                                             |           |  |
| Taremi 45’ (rig.) Galeno 73’ F. Vieira 76’ F. Conceição 79’ | Marcatori |  |

| Arbitro: | Soares Dias |

|  |           |               |
|  | Marcatori | 32’ F. Vieira |

| Arbitro: | Nobre |

|                              |           |  |
| F. Vieira 38’, 41’ Zaidu 84’ | Marcatori |  |

| Arbitro: | João Pinheiro |

|  |           |                   |
|  | Marcatori | 36’ (rig.) Taremi |

| Arbitro: | Martins |

|                                                                    |           |  |
| Taremi 19’, 34’ (rig.), 47’ Grujić 28’ Evanilson 40’, 60’ Pepe 55’ | Marcatori |  |

| Arbitro: | Hugo Miguel |

|              |           |  |
| R. Horta 54’ | Marcatori |  |

| Arbitro: | Mota |

|                                                 |           |                                |
| Evanilson 21’ Taremi 28’ (rig.), 87’ Mbemba 57’ | Marcatori | 36’ A. Méndez 49’ Nuno Moreira |

| Arbitro: | Godinho |

|  |           |             |
|  | Marcatori | 90+4’ Zaidu |

| Arbitro: | Nobre |

|                                      |           |  |
| Joãozinho 48’ (aut.) Fernando A. 88’ | Marcatori |  |

### Taça de Portugal
| Arbitro: | André Narciso |

|  |           |                                                         |
|  | Marcatori | 17’, 27’ S. Oliveira 55’, 69’ Evanilson 76’ T. Martínez |

| Arbitro: | Hugo Miguel |

|                                                                 |           |  |
| Uribe 15’ Otávio 39’, 45’ Evanilson 57’ F. Conceição 72’ (rig.) | Marcatori |  |

| Arbitro: | Veríssimo |

|                              |           |  |
| Evanilson 1’, 31’ Vitinha 7’ | Marcatori |  |

| Arbitro: | João Pinheiro |

|              |           |                                             |
| Cassiano 24’ | Marcatori | 8’ Uribe 64’ (rig.) F. Vieira 89’ Evanilson |

| Arbitro: | Soares Dias |

|             |           |                                 |
| Sarabia 49’ | Marcatori | 59’ (rig.) Taremi 64’ Evanilson |

| Arbitro: | Nuno Almeida |

|                 |           |  |
| T. Martínez 83’ | Marcatori |  |

| Arbitro: | Rui Costa |

|                                    |           |            |
| Taremi 22’ (rig.), 74’ Vitinha 52’ | Marcatori | 73’ Borges |

### Taça de Liga

#### Fase a gironi
| Arbitro: | M. Oliveira |

|                                        |           |            |
| Chindriș 17’ Ricardinho 65’ Nené 90+6’ | Marcatori | 83’ Taremi |

| Arbitro: | Nogueira |

|          |           |  |
| Pepê 83’ | Marcatori |  |

### UEFA Champions League

#### Fase a gironi
| Madrid 15 settembre 2021, ore 21:00 CEST 1ª giornata – Gruppo B | Atlético Madrid | 0 – 0 referto | Porto | Wanda Metropolitano (40 098 spett.)\| Arbitro: \| Hațegan \| |
| Arbitro:                                                        | Hațegan         |               |       |                                                              |

| Arbitro: | Karasëv |

|            |           |                                          |
| Taremi 75’ | Marcatori | 18’, 60’ Salah 45’ Mané 77’, 81’ Firmino |

| Arbitro: | Brych |

|             |           |  |
| L. Díaz 65’ | Marcatori |  |

| Arbitro: | Turpin |

|                   |           |            |
| Mbemba 61’ (aut.) | Marcatori | 6’ L. Díaz |

| Arbitro: | Felix Zwayer |

|                      |           |  |
| Thiago 52’ Salah 70’ | Marcatori |  |

| Arbitro: | Turpin |

|                     |           |                                           |
| Sérgio 90+6’ (rig.) | Marcatori | 57’ Griezmann 90’ Correa 90+2’ R. de Paul |

### UEFA Europa League

#### Fase a eliminazione diretta
| Arbitro: | Gözübüyük |

|                      |           |              |
| T. Martínez 37’, 49’ | Marcatori | 23’ Zaccagni |

| Arbitro: | Aytekin |

|                            |           |                             |
| Immobile 19’ Cataldi 90+5’ | Marcatori | 31’ (rig.) Taremi 68’ Uribe |

| Arbitro: | José María Sánchez Martínez |

|  |           |             |
|  | Marcatori | 59’ Paquetá |

| Arbitro: | Ovidiu Hațegan |

|             |           |          |
| Dembélé 13’ | Marcatori | 27’ Pepê |

## Statistiche

### Statistiche di squadra
| Competizione     | Punti | In casa | In casa | In casa | In casa | In casa | In casa | In trasferta | In trasferta | In trasferta | In trasferta | In trasferta | In trasferta | Totale | Totale | Totale | Totale | Totale | Totale | DR  |
| Competizione     | Punti | G       | V       | N       | P       | Gf      | Gs      | G            | V            | N            | P            | Gf           | Gs           | G      | V      | N      | P      | Gf     | Gs     | DR  |
| ---------------- | ----- | ------- | ------- | ------- | ------- | ------- | ------- | ------------ | ------------ | ------------ | ------------ | ------------ | ------------ | ------ | ------ | ------ | ------ | ------ | ------ | --- |
| Primeira Liga    | 91    | 17      | 15      | 2       | 0       | 50      | 11      | 17           | 14           | 2            | 1            | 36           | 11           | 34     | 29     | 4      | 1      | 86     | 22     | +64 |
| Taça de Portugal | -     | 3       | 3       | 0       | 0       | 9       | 1       | 4            | 4            | 0            | 0            | 13           | 3            | 7      | 7      | 0      | 0      | 22     | 4      | +18 |
| Taça da Liga     | 3     | 1       | 1       | 0       | 0       | 1       | 0       | 1            | 0            | 0            | 1            | 1            | 3            | 2      | 1      | 0      | 1      | 2      | 3      | -1  |
| Champions League | 5     | 3       | 1       | 0       | 2       | 3       | 8       | 3            | 0            | 2            | 1            | 1            | 3            | 6      | 1      | 2      | 3      | 4      | 11     | -7  |
| Europa League    |       | 2       | 1       | 0       | 1       | 2       | 2       | 2            | 0            | 2            | 0            | 3            | 3            | 4      | 1      | 2      | 1      | 5      | 5      | 0   |
| Totale           | -     | 26      | 21      | 2       | 3       | 65      | 22      | 27           | 18           | 6            | 3            | 54           | 23           | 53     | 39     | 8      | 6      | 119    | 45     | +74 |

### Andamento in campionato
| Giornata  | 1 | 2 | 3 | 4 | 5 | 6 | 7 | 8 | 9 | 10 | 11 | 12 | 13 | 14 | 15 | 16 | 17 | 18 | 19 | 20 | 21 | 22 | 23 | 24 | 25 | 26 | 27 | 28 | 29 | 30 | 31 | 32 | 33 | 34 |
| --------- | - | - | - | - | - | - | - | - | - | -- | -- | -- | -- | -- | -- | -- | -- | -- | -- | -- | -- | -- | -- | -- | -- | -- | -- | -- | -- | -- | -- | -- | -- | -- |
| Luogo     | C | T | T | C | T | C | T | C | T | C  | T  | C  | T  | C  | T  | C  | T  | T  | C  | C  | T  | C  | T  | C  | T  | C  | T  | C  | T  | C  | T  | C  | T  | C  |
| Risultato | V | V | N | V | N | V | V | V | V | V  | V  | V  | V  | V  | V  | V  | V  | V  | V  | V  | V  | N  | V  | N  | V  | V  | V  | V  | V  | V  | P  | V  | V  | V  |
| Posizione | 4 | 4 | 4 | 2 | 3 | 2 | 2 | 2 | 2 | 1  | 1  | 1  | 1  | 1  | 1  | 1  | 1  | 1  | 1  | 1  | 1  | 1  | 1  | 1  | 1  | 1  | 1  | 1  | 1  | 1  | 1  | 1  | 1  | 1  |

Legenda:

Luogo: C = Casa; T = Trasferta. Risultato: V = Vittoria; N = Pareggio; P = Sconfitta.